# Minerva Café

## Storia
Il Minerva Café era un caffè al 144 High Holborn nel quartiere Holborn di Londra. Fu fondato dalla Women's Freedom League nel 1916. Anche il Partito Socialista Britannico e il Partito Comunista dei Lavoratori di Sylvia Pankhurst si incontrarono al caffè.
Constance Markievicz parlò al caffè nel febbraio 1923 in una riunione della Lega irlandese di autodeterminazione. Lo scrittore australiano Miles Franklin ha lavorato come cuoco al caffè.